# Bob Donaldson
Robert "Bob" Donaldson (född 27 augusti 1868, död 28 april 1947) var en skotsk fotbollsspelare som spelade som anfallare.
Bob spelade för Airdrieonians och Blackburn Rovers innan han gick med i Newton Heath år 1892. Han gjorde 66 mål på 147 matcher för Newton Heath. Hans första mål kom den 3 september 1892 mot Blackburn Rovers, detta var även klubbens första mål i en liga, någonsin. Det dröjde dock bara två år tills Newton Heath degraderades till andradivisionen.  Efter sina år i Newton Heath spelade han 3 säsonger till i klubbarna Luton Town, Glossop North End och Ashford United, 1 säsong var. 
År 1900 pensionerade han sig från fotbollen.